# سوشیتسا، والیوو
سوشیتسا (صربی: Sušica) یک منطقهٔ مسکونی در صربستان است که در Kolubara District واقع شده است. سوشیتسا ۳۰۱ نفر جمعیت دارد.